# Тип 64 (лёгкий танк)
Тип 64 (кит. 六四式輕戰車) — тайваньский лёгкий танк, разработанный Объединенным командованием тыла Китайской Республики на базе M42 в 1970-х годах с целью поддержки уже эксплуатируемых в Китайской Республике средних танков М48 Паттон.

## История создания
Разработка танка началась в 64 году Миньго (1975 г.), поэтому он и получил обозначение Тип 64. Первоначальный проект лёгкого танка Тип 64, также обозначаемый как Type 64 Hybrid, предусматривал установку на корпус самоходной зенитной установки M42 Duster башни истребителя танков M18 Hellcat с установленным в неё 76-мм орудием. M42 Duster были куплены Тайванем у США, а M18 Hellcat — получены во время гражданской войны в Китае.
Второй вариант, известный как Type 64 Prototype или Type 64 Experimental, являлся модернизированной версией лёгкого танка M41 Уокер Бульдог с улучшенным управлением огнем, новым дизельным двигателем Napco 8V-71T мощностью 530 л. с., радиостанцией ANVRC-7 и 7,62-мм пулемётом T57. Броня и пороги изготовлены из высокопрочной легированной вольфрамовой стали.
Два опытных образца прошли тест и показали хорошие рабочие характеристики, но этого было все еще не достаточно, чтобы бороться в фронтальном бою с более крепкими машинами.
Национальная академия по военным технологиям получила один из опытных образцов Тип 64 и использовала его для испытаний новых систем, таких как новых устройств наведения, 12,7-мм зенитного пулемета, приборов ночного видения и систем управления огнем.
Второй прототип Тип 64 был отправлен на испытательные площадки и выступал в роли мишени для тестирования своего улучшенного бронирования в виде обстрела подкалиберными и кумулятивными снарядами.
9 января в общей сложности 201-му заводу было заказано 14 предсерийных экземпляров танка Тип 64 и 25 единиц серийных машин. Последний из всех заказанных танков предполагалось выпустить в 1979 году. Всего было выпущено около 50 танков.

## Описание конструкции
По конструкции Тип 64 сравним с американским лёгким танком M41, который во время войны во Вьетнаме доказал, что способен противостоять китайскому Тип 59 и советскому T-55A. Корпус имеет цельносварную стальную конструкцию из высокопрочной легированной стали, изготовленную с использованием передовых технологий сварки, обеспечивающих уверенную защиту от стрелкового оружия и пушечного огня. Литая башня вмещает трех членов экипажа и имеет ту же компоновку, что и M41. Башня выполнена в виде традиционной литой конструкции и содержит дополнительную броневую защиту. Два стальных экрана из вольфрамового сплава обладали очень высокой прочностью и навешивались с обоих бортов на башню и корпус для защиты от кумулятивных и подкалиберных снарядов.

## Модификации
- Type 64 Hybrid
- Type 64 Prototype

## Операторы
- Китайская Республика — около 50 танков в 1975—1981 гг.

## Сохранившиеся экземпляры
- Китайская Республика — в школе бронетанковых войск Национальной армии Хукоу[2].

## В массовой культуре

### В компьютерных играх
- War Thunder — Китайский лёгкий танк III ранга с БР 4.7 в аркадных и симуляторных, и 5.7 в реалистичных боях, под названием M64. Появился с Боевым пропуском в обновлении «Ветер перемен» в феврале 2022 года[3];
- World of Tanks — [4];
- World of Tanks Blitz — премиумный лёгкий танк 6 уровня в Китайской наций [5].